# 吴昆
吴昆（1882年—1942年）字寿田，又作寿天，号吼生，湖北黄冈人。中国民主革命家，中华民国政治人物。

## 生平
1905年，吴昆与刘静庵等人在武汉筹设日知会，印发革命书刊，宣传反清革命。同年，吴昆赴日本留学，其间加入中国同盟会，任评议员，并兼任《民报》干事。1906年夏，吴昆奉孙中山之命，同法国军官欧几乐回到中国进行考察。1906年12月，湖南萍浏醴起义爆发，吴昆秘密策划响应，但事机败露，吴昆再度赴日本。
1907年，吴昆回国，赴中国东北协助宋教仁、白逾桓创建中国同盟会组织，策划起义，拟先占领奉天省，接着进逼山海关，随后攻取京师。但因事机泄露，吴昆被捕，脱逃后赴日本东京，此后一度主持中国同盟会本部事务。
1911年，吴昆参加武昌起义，任汉口军政分府秘书。1912年，吴昆当选为中华民国第一届国会众议员，协助宋教仁筹组国民党，反对袁世凯的专制统治。1917年，吴昆赴广东，随孙中山参加护法运动。1925年孙中山病逝后，吴昆对政治发生厌倦，乃在寓所闲居。抗日战争期间，吴昆一度出任湖北省银行董事。
1942年，吴昆逝世。